# Jabbim
Jabbim je český klient pro XMPP. Podporuje motivy vzhledu a funkce lze rozšiřovat pomocí zásuvných modulů. Zatím nepodporuje možnost přihlášení z více účtů najednou a tato funkce ani není pro vývojáře prioritou. Oficiálně podporovanými platformami jsou Microsoft Windows a GNU/Linux.
Klienta Jabbim je možné využívat s libovolným XMPP serverem, včetně služby Google Talk (Gmail).

## Funkce
- Sdružování konverzací do jediného okna s panely (taby).
- Formátování zpráv (XHTML-IM).
- Grafické emotikony.
- Přenos souborů.
- Kontrola soukromí, blokování kontaktů (Privacy Lists).
- Obousměrná indikace aktivity diskutujících (Chat State Notifications).
- Konference (Multi-User Chat, groupchat), uzpůsobené rozhraní pro jejich hledání, pokročilé moderování.
- Záložky pro oblíbené konference a možnost automatického připojování do nich.
- Možnost konvertovat běžnou konverzaci (1-to-1 chat) na konferenci.
- Ovládání služeb a jiných klientů pomocí speciálních příkazů (Ad-Hoc Commands).
- Neviditelnost.
- Rozhraní pro hledání a registraci služeb a transportů (Service Discovery).
- Šifrování pomocí TLS.
- Rozšířené statusy (User Tune, User Mood, User Activity, User Chatting).